# Bretenoux
Bretenoux é uma comuna francesa na região administrativa de Occitânia, no departamento de Lot. Estende-se por uma área de 5,69 km². Em 2010 a comuna tinha 1 388 habitantes (densidade: 243,9 hab./km²).